# Hilduíno II de Montdidier
Hilduino II de Montdidier (Montdidier, Somme, Picardia, França, c. 950 - Montdidier, Somme, Picardia, França, c. 992) foi um nobre da França medieval, tendo sido o 1.º Conde de Montdidier, tendo sido igualmente conde de Arcis-sur-Aube, de Reims, de Roucy, Visconde de Vexin, de Sieur, de Ramerupt, e foi Senhor de Ramerupt.

## Relações familiares
Foi filho de Hilduino I de Montdidier (c. 925 -?) e de Hersenda. Casou com Adele de Dammartin, filha de Hugo I de Dammartin e de Raide, de quem teve:
1. Hilduino III Montdidier [1] também denominado como Hilduino II de Ramerupt (c. 970 - Montdidier, Somme, França, 1025) e que foi Conde de Ramerupt e de Montdidier[2]. Foi casado com Lasseline de Harcourt (975 -?)
2. Manasses de Ramerupt (c. 1010 - 1037)